# Philipp Jankowski
Philipp Jankowski (* 15. Oktober 1991 in Berlin) ist ein deutscher Volleyballspieler.

## Karriere
Jankowski begann seine Karriere beim Nachwuchs des Bundesligisten SCC Berlin. Mit den Charlottenburgern gewann er dreimal die deutsche Junioren-Meisterschaft und mit der deutschen Junioren-Nationalmannschaft nahm er an diversen Turnieren teil. Nach der Europameisterschaft 2010 spielte er eine Saison beim VC Olympia Berlin. 2011 nahm er an der Junioren-Weltmeisterschaft in Brasilien teil. Von 2011 bis 2013 spielte Jankowski beim Bundesligisten Netzhoppers Königs Wusterhausen.  Anschließend wechselte der Zuspieler zum Ligakonkurrenten Generali Haching. Nach dem Rückzug der Hachinger aus der Bundesliga ging Jankowski zum TV Rottenburg.